# 猫尾城
猫尾城（ねこおじょう）は、福岡県八女市にあった日本の城（山城）。福岡県指定史跡。

## 立地・構造
矢部川と笠原川の合流点の東側、半島状に突出する標高240.1メートルの猫尾山頂にあった。本丸は南北・東西の長さがそれぞれ約56メートルおよび28メートルで周囲に犬走りが設けられ、東西と建物部分には石垣、南北には土塁が築かれていた。また本丸の西には南北18メートル、東西40メートルの馬場を挟み、約30メートル四方の二の丸があった。反対側の本丸東には空掘を挟んで三の丸が設けられた。また、追手門の北側と本丸の南東・北東隅の3か所に櫓があった。城主・黒木氏の屋敷は西側の矢部川と笠原川に挟まれた場所にあり、土塁によって二の丸と繋がっていた。

## 歴史
根占城主であった源助能が12世紀末に築いたとされる。助能の子・黒木定善は黒木荘を領し、これ以降黒木氏は代々猫尾城を本拠とした。建武3年3月8日（1336年4月27日）に足利尊氏は上野頼兼の旗下に入るよう荒木家有らに命じ、黒木城にいる南朝方の菊池武敏を攻撃させた。これによって当城は落城し、3月17日（5月6日）に頼兼の軍勢によって破却されている。当城はその後再建され、応安7年11月15日（1374年12月26日）には今川義範らの攻撃を受けて翌日に降参した。
天正12年（1584年）に大友義統は筑後へ反攻し、龍造寺氏についていた黒木実久の守る当城も攻囲された。7月20日（8月25日）には水源を止められ兵粮にも事欠く状態となったが、龍造寺氏の援将・土肥家実や馬場信貞の奮戦もあって戦況は膠着した。このため立花道雪らが8月19日（9月23日）に攻城に加わり、9月1日（10月4日）に陥落した。慶長6年（1601年）に筑後に移封された田中吉政は、当城に辻重勝を城番として置き、3,605石を領知させている。元和元年（1615年）の一国一城令により廃城になったものと思われる。
1983年（昭和58年）に福岡県の史跡に指定され、跡地には遊歩道や休憩所などが設置されている。